# ONCF E 600
 (mai 2012).
Deuxième série de locomotives électriques livrées au Maroc, elles suivent l'évolution technologique du Midi et sont donc assimilables aux E 4100 et 4600 de ce réseau, futures BB 4100 et BB 4600 de la SNCF.

## Conception
Ces machines ont un rapport d'engrenages de 3,947 et sont munies d'origine du freinage par récupération. Les E 600 peuvent remorquer un train de 500 tonnes en rampe de 15 mm/m.

## Service
Utilisées sur toutes les lignes du réseau, les E 600 voient leur déclin s'amorcer dans les années 1970. Le freinage par récupération est supprimé en cours de carrière, de même que les portes d'intercirculation, les échelles de toiture et les câbles de couplage en UM. La E 601 est la première réformée en 1974. Quelques-unes sont encore utilisées en tête de trains de travaux dans les années 1980.